# Carmen, la de Triana
Carmen, la de Triana es una película musical hispano-alemana de 1938 dirigida por Florián Rey y protagonizada por Imperio Argentina. Está rodada en Alemania y simultaneó su rodaje con el de Andalusische Nächte. Ambas están protagonizadas por las mismas estrellas y tienen el mismo argumento, pero están realizadas por distinto equipo técnico y respectivamente en español y alemán. En 1959 se realizó una versión de este filme protagonizada por Sara Montiel, renombrándolo como Carmen la de Ronda. También fue el punto de partida de la película de 1998 La niña de tus ojos, inspirada en su rodaje en Alemania.

## Contexto histórico
Al comenzar la guerra y quedar dividida la península, el bando franquista se encontró con que la mayoría de la industria cinematográfica había quedado en territorio republicano, estando en poder nacional sólo los equipos con que se rodaban El genio alegre, en Córdoba, y Asilo naval, en Cádiz. Con esa precariedad de medios se buscó rápidamente infraestructura en Lisboa, Berlín y Roma. El valenciano Joaquín Reig fue enviado a Berlín como responsable de propaganda, pudiendo realizar allí la pieza más valiosa de la propaganda franquista, un documental de 80 minutos titulado España heroica/Helden in Spanien, réplica al España 1936 republicano. 
El relativo éxito de este documental y la falta de medios habida en España dieron pie a partir de 1938 a una serie de coproducciones germanoespañolas de la mano de las productoras Hispano-Film-Produktion, Cifesa y Saturnino Ulargui. En total se produjeron cinco largometrajes de ficción de fuerte color local español: Carmen la de Triana (1938) y La canción de Aixá (1938), ambos de Florián Rey y con Imperio Argentina como protagonista, y El barbero de Sevilla (1938), Suspiros de España (1938) y Mariquilla Terremoto (1939), los tres de Benito Perojo y con Estrellita Castro.

## Argumento
La acción tiene lugar en Sevilla en 1835, donde la gitana Carmen pretende entrar en el cuartel de Dragones para llevarle tabaco a Antonio Vargas Heredia, “flor de la raza calé”, un torero que la corteja. Gracias al favor del brigadier José, consigue ver al torero, y en agradecimiento, ofrecerá al militar un clavel que lleva en el pelo, no sin antes advertir a todos, a viva voz, que esa noche cantará en el local del Mulero. José ira allí a verla, y mientras Carmen canta, otra mujer roba el clavel que la gitana ha regalado al Dragón. Esta lo observa desde el escenario; al acabar, lo arranca de las manos de la otra, origen de un enfrentamiento que acabará con una agresión de Carmen, que corta la cara de su rival. José deberá entonces cumplir una penosa orden: llevar detenida a Carmen al cuartel. Carmen alega que debe primero pasar por su casa para cambiarse de ropa y ahí se ofrece apasionadamente al militar, que la deja escapar. Sus superiores, al enterarse de su incumplimiento del deber lo arrestan y mandan trasladar al castillo de Gibralfaro, pero es liberado por una banda de contrabandistas. Estos le llevaran a un refugio donde se encuentra con Carmen. Comienza así una nueva vida como prófugo, pero pronto será herido por una partida de Dragones. Viéndose Carmen responsable del dolor de su amado y tras habérsele augurado un futuro de sangre a causa de una maldición por otra gitana, decide renunciar a su amor y volver a Sevilla. Aquí se encontrará entre sus dos amores, el prófugo José y el torero Antonio, a quienes tiene que calmar para que no lleguen a las manos. Pero la maldición anunciada es cierta y durante una corrida, mientras recoge un clavel lanzado por Carmen, Antonio es embestido y muerto por el toro. Paralelamente, José, sabedor por un contrabandista que preparan una emboscada para diezmar a los dragones, advierte a sus antiguos compañeros del peligro. Morirá, no obstante, por un disparo de un contrabandista. La película finaliza con Carmen entrando en el cuartel como al principio del film llevando flores al féretro de José, al que han restituido el grado a título póstumo.

## Ficha técnica
- Producción: Friedrich Pflughaupt para Hispano Film Produktion/U.F.A. (Babelsberg,Berlín)
- Dirección: Florián Rey
- Dirección artísticaː Juan Lafita y Díaz
- Guion: Florián Rey sobre la obra de Prosper Merimée
- Fotografía: Reimar Kuntze
- Montaje: J. Rosinski
- Música y canciones: José Muñoz Molleda y Juan Mostazo
- Letristas: Kola, Padilla, Rey y Perelló
- Decorados: Sigfredo Burmann
- Duración: 96 minutos
- Ayudantes de dirección: Julio Roos y Juan Francisco Blanco
- Intérpretes: Imperio Argentina, Rafael Rivelles, Manuel Luna, Alberto Romea, Anselmo Fernández, Pedro Barreto, Pedro Fernández-Cuenca.

## Listado de canciones
Carmen la de Triana presenta un limitado número de temas tratándose de un musical. En algunos casos, las canciones se repiten.
- «Carceleras del Puerto» (Joaquín de la Oliva/Maestro Mostazo)
- «Los piconeros» (Ramón Perelló y Ródenas/Maestro Mostazo). Ramón Perelló y Juan Mostazo ya habían compuesto los temas de la película Morena Clara. Florián Rey volvió a requerirle para el tema principal de la película. Curiosamente, Perelló era un conocido anarquista y seguidor de la causa republicana. Esto no impidió que el frente nacional le solicitara para trabajar en el cine oficial franquista.
- «Antonio Vargas Heredia» (Joaquín de la Oliva/Maestro Mostazo/Francisco Merenciano)
- «Triana, Triana» (Maestro Mostazo/Quintero y Guillén)